# Parapenaeus perezfarfantae
Parapenaeus perezfarfantae är en kräftdjursart som beskrevs av Crosnier 1986. Parapenaeus perezfarfantae ingår i släktet Parapenaeus och familjen Penaeidae. Inga underarter finns listade i Catalogue of Life.